# Prosopocoilus elegans
Prosopocoilus elegans es una especie de coleóptero de la familia Lucanidae.

## Distribución geográfica
Habita en Yunnan, Laos y Vietnam.